# Gregorio Taumaturgo
San Gregorio Taumaturgo es uno de los Padres de la Iglesia. Sus escritos, pese a su escasez, contribuyeron en gran medida a la formación de la doctrina cristiana histórica.

## Biografía
La literatura antigua lo menciona con frecuencia. Lo recuerdan San Jerónimo, San Basilio, y Rufino.
Nació hacia 213 en Neocesarea del Ponto de distinguida familia pagana. Originalmente su nombre fue Teodoro ("don de Dios"), nombre que no era exclusivamente cristiano. Fue introducido en la religión cristiana a los catorce años, tras la muerte de su padre, en su bautismo cambió su nombre por Gregorio. En Neocesarea estudió Retórica y Derecho. Planeaba trasladarse a Berito, en la Siria Fenicia, junto con su hermano Atenodoro, para asistir a la célebre escuela de Derecho de esa ciudad, pero a ruegos de una hermana suya, cuyo marido había sido nombrado gobernador de Siria Palestina, se trasladó a la capital provincial, Cesarea Marítima. Su estancia allí fue decisiva para la orientación de su vida. Durante los cinco años que en ella permaneció (233 a 238) siguió el curso que daba Orígenes que era el director del Didascalión, haciéndolo olvidar la jurisprudencia para entregarse a la filosofía. 
En su panegírico sobre Orígenes, Gregorio describe el método empleado por aquel maestro para ganarse la confianza y la estima de aquellos a quienes deseaba convertir; cómo mezclaba un candor persuasivo con arrebatos de temperamento y argumentos teológicos expuestos hábil e inesperadamente. La habilidad persuasiva más que el simple razonamiento, la sinceridad evidente y una ardiente convicción eran los medios que Orígenes utilizaba para hacer conversos. Gregorio se dedicó primero al estudio de la filosofía; más tarde añadió la teología, pero su mente permaneció siempre inclinada al estudio filosófico, hasta el punto de que en su juventud abrigaba la esperanza de demostrar que la religión cristiana era la única filosofía verdadera y buena. Durante siete años se sometió a la disciplina mental y moral de Orígenes (231 a 238 o 239). No hay ninguna razón para creer que sus estudios fueran interrumpidos por las persecuciones de Maximino el tracio.
Antes de abandonar Siria Palestina, Gregorio pronunció en presencia de Orígenes una oración pública de despedida en la que devolvía las gracias al ilustre maestro que dejaba. Esta oración es valiosa desde muchos puntos de vista. Como ejercicio retórico exhibe la excelente formación dada por Orígenes, y su habilidad para desarrollar el gusto literario y la cantidad de adulación entonces permisible hacia una persona viva en una asamblea compuesta en su mayoría por cristianos. Contiene, además, mucha información útil sobre la juventud de Gregorio y el método de enseñanza de su maestro. Una carta de Orígenes se refiere a la partida de los dos hermanos, pero no es fácil determinar si fue escrita antes o después de esta oración. En ella Orígenes exhorta a sus alumnos a poner los tesoros intelectuales de los griegos al servicio de la filosofía cristiana, e imitar así a los judíos que emplearon los vasos de oro de los egipcios para adornar el Santo de los Santos.

## Obispo
Algunos años después, el obispo de Amasia, Fédimo, lo elige y consagra como primer obispo de Neocesarea, a pesar de su juventud. Asistió al Concilio de Antioquía de 268 contra Pablo de Samósata. 
Este hecho ilustra de manera interesante el crecimiento de la jerarquía en la Iglesia primitiva; la comunidad cristiana de Neocesarea era muy pequeña, pues sólo contaba con diecisiete almas, y sin embargo se le dio un obispo. Los documentos canónicos antiguos indican que era posible que una comunidad de incluso diez cristianos tuviera su propio obispo. Cuando Gregorio fue consagrado tenía cuarenta años y gobernó su diócesis durante trece años. 
No se sabe nada en concreto sobre sus métodos, pero debió de mostrar mucho celo para aumentar el pequeño rebaño con el que comenzó su administración episcopal. Una fuente antigua atestigua su celo misionero al registrar una curiosa coincidencia: Gregorio comenzó con sólo diecisiete cristianos, pero a su muerte sólo quedaban diecisiete paganos en toda la ciudad de Neocesarea. Es de suponer que los numerosos milagros, que le valieron el título de Taumaturgo, se realizaron durante esos años.; los Padres Capadocios del s. IV le consideran el fundador de la Iglesia en esta región. Durante la persecución de Decio (249-251) aconsejó a los fieles la huida. Murió entre 270-275. Muy pronto se formó en torno a él una gran leyenda que motivó el sobrenombre de Taumaturgo. Gregorio fue un obispo de acción más que de manejo de pluma y, por eso, su escasa actividad literaria tiene fines casi siempre específicamente pastorales. 

## Historicidad de vida
Las fuentes sobre la vida, las enseñanzas y las acciones de San Gregorio Taumaturgo son todas más o menos criticables. Además de los detalles que da el propio Gregorio, hay otras cuatro fuentes de información, según Kötschau todas derivadas de la tradición oral; de hecho, las diferencias entre ellas obligan a concluir que no pueden derivarse todas de una fuente escrita común. Se trata de: 
- Vida y Panegírico de Gregorio de San Gregorio de Nisa (P.G., XLVI, col. 893 sqq.);
- Historia Miraculorum, de Rufino de Aquilea;
- un relato en siríaco de las grandes acciones del beato Gregorio (manuscrito del siglo VI);
- De Spiritu Sancto de San Basilio.

Celebra su fiesta litúrgica el 17 de noviembre.

## Obras
Se conservan de Gregorio 7 ítems entre libros y cartas, de distinto valor y profundidad teológica. Se detallan a continuación.

### In Originem prosphonetica ac panegyrica oratio
Libro redactado con entusiasmo juvenil y forma académica en 238 como gratitud y despedida de su maestro Orígenes. Contiene datos muy valiosos para la biografía de Orígenes y sobre su método de enseñanza, y es un documento de valía primordial dentro de la historia de la educación cristiana. Contiene un testimonio sobre los ángeles custodios.

### Expositio fidei
Este breve símbolo, exclusivamente trinitario, pero apreciable por la precisión de su doctrina, expresa con exactitud la distinción de personas, su igualdad y su eternidad. Fue escrito entre 260-270. El texto griego se conserva en la biografía de Gregorio de Nisa; una versión latina en Rufino, Hist. eccl. 7,26; hay también una versión siriaca.

### Epístola canónica
Célebre por haber sido incluida en la colección de cartas canónicas de la Iglesia griega; es uno de los más antiguos escritos de casuística que se posee. Escrita en respuesta a la consulta hecha por un obispo, cuyo nombre se desconoce, ante problemas surgidos por la conducta de algunos cristianos durante el periodo de ocupación de Ponto y Bitinia por los godos. Los cristianos del Ponto sentían escrúpulos porque algunos de ellos habían indicado el camino a los godos y señalado las casas que debían saquear, y por haber comido manjares paganos y cooperado a ciertos actos de salvajismo. Gregorio aconseja a su colega, desde una perspectiva de caridad y tolerancia, pero sin descuidar la disciplina. Es un documento de especial interés para la penitencia canónica. En el canon 11 se distingue ya en Asia Menor cuatro categorías de penitentes:
- El pecador que fuera de las puertas de la iglesia pide oraciones por él a los fieles;
- El que escucha en el vestíbulo la explicación de la Sagrada Escritura y abandona la iglesia al mismo tiempo que los catecúmenos;
- El que se prosterna en la iglesia al igual que los catecúmenos;
- El que asiste a los oficios, pero sin poder tratar con los fieles hasta que plenamente reconciliado pueda participar en los misterios. Es casi el procedimiento análogo que siguió después San Basilio, pero no adoptado ni en Siria ni en Egipto.[15]

### Metaphrasis in Ecclesiastem Salomonis
Aunque es una traducción del Eclesiastés, en realidad bien puede llamarse una paráfrasis por la libertad con que reproduce el texto sobre la base de la versión griega de los Setenta. San Jerónimo la califica de breve, pero útil. Por el hecho de que en los manuscritos sigue a las obras de Gregorio Nacianceno se ha dudado de su autenticidad. No obstante, San Jerónimo y Rufino la enumera entre las obras auténticas del obispo de Neocesárea.

### Sobre la pasibilidad e impasibilidad de Dios
Tratado de carácter apologético filosófico, que se conserva únicamente en siriaco, y tal vez escrito antes de su episcopado. Gregorio dialoga con Teopompo, destinatario del librito, sobre Dios, impasible en sí mismo, y que se preocupa por la vida de los hombres, pero que también este mismo Dios, hecho hombre, pudo sufrir; su triunfo sobre la muerte le ha hecho impasible. El valor del sufrimiento de Cristo está en relación con su libertad.

### Cartas variadas
Una serie de cartas señaladas por San Jerónimo se han perdido, así como el Diálogo con Eliano, del que habla San Basilio en la carta 210,5, y que utilizaron los sabelianos pretendiendo encontrar en él sus doctrinas.

### Textos dudosos
Son dudosos: el tratado Sobre el alma dirigido a Taciano y atribuido también a San Máximo el Confesor; seis homilías conservadas en armenio; el escrito dirigido a Filagrio sobre la identidad de esencia o consustancialidad de las tres personas divinas, que en la versión siriaca se atribuye a Gregorio, mientras que en griego figura a nombre de Gregorio de Nacianzo y Gregorio de Nicea.